# Amtsgericht Wittstock

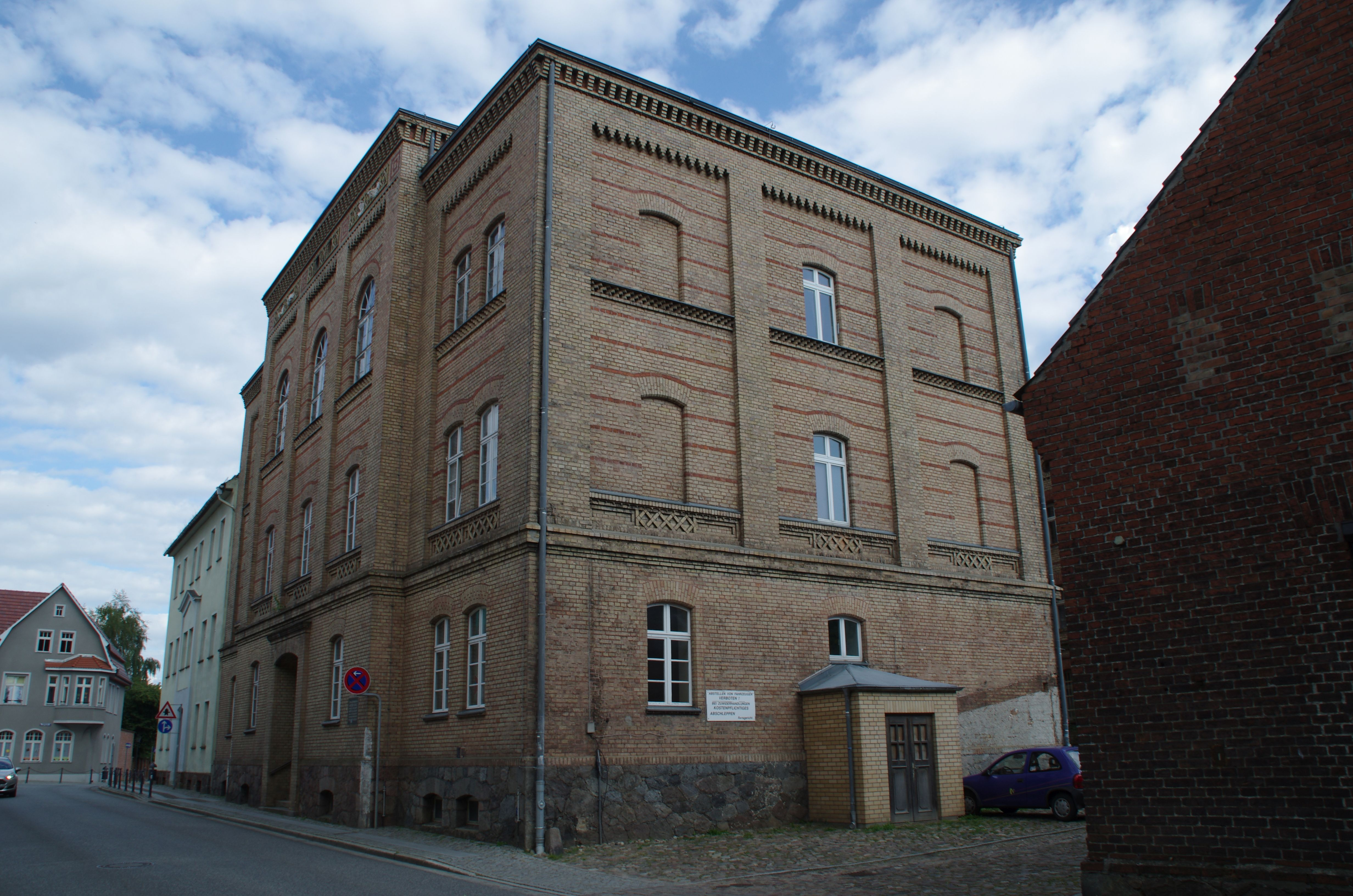
Ehem. Amtsgericht Wittstock (heute Zweigstelle des AG Neuruppin), 2014

Das Amtsgericht Wittstock war ein Gericht der ordentlichen Gerichtsbarkeit. Es ist heute eine Zweigstelle des Amtsgerichtes Neuruppin in der Stadt Wittstock/Dosse im brandenburgischen Landkreis Ostprignitz-Ruppin. Das denkmalgeschützte Gebäude Am Kyritzer Tor 4–4a ist am südwestlichen Rand der Altstadt am ehemaligen Kyritzer Tor gelegen.

## Geschichte
Ab 1849 bestand das Kreisgericht Wittstock. Übergeordnet war das Appellationsgericht Frankfurt a. d. Oder. Im Rahmen der Reichsjustizgesetze wurden diese Gerichte aufgehoben und reichsweit einheitlich Oberlandes-, Land- und Amtsgerichte gebildet. Das Amtsgericht Wittstock wurde im Jahr 1879 im Rahmen der Reichsjustizgesetze aus dem vorherigen preußischen Kreisgericht Wittstock gebildet. Der Gerichtsbezirk umfasste neben der Stadt Wittstock die Amtsbezirke Dranse, Eichenfelde, Goldbeck, Grabow bei Blumenthal, Liebenthal, Maulbeerwalde, Neuendorf-Ost, Neuendorf-West, Rosenwinkel und Zaatzke sowie Teile der Amtsbezirke Fretzdorf und Heiligengrabe. Das Amtsgericht Wittstock war Teil des Landgerichtsbezirkes Neuruppin im Gebiet des Oberlandesgerichtes Berlin. Am 1. Juli 1951 wurde das Amtsgericht Wittstock zum Zweiggericht des Amtsgerichtes Pritzwalk. Gleichzeitig erhielt die Zweigstelle Wittstock die Aufgaben des aufgelösten Amtsgerichtes Meyenburg.
Im Jahre 1952 wurden in der DDR die Amtsgerichte abgeschafft und stattdessen Kreisgerichte gebildet. Wittstock kam zum Kreis Wittstock im Bezirk Potsdam, zuständiges Gericht war damit das Kreisgericht Wittstock. Heute ist es als Zweigstelle dem Amtsgericht Neuruppin zugeordnet.

## Gerichtsgebäude
Das dreigeschossige Bauwerk wurde zwischen 1859 und 1861 aus Ziegeln errichtet und wird durch ein Walmdach abgeschlossen. Der Sockel besteht aus gewöhnlichem Feldstein, in der Mitte der Fassade findet sich ein ebenfalls geziegelter Risalit mit geometrischen Ornamenten. Ebenfalls unter Denkmalschutz steht die im ersten Obergeschoss befindliche hölzerne Standuhr, welche auf 1851/1900 datiert wird und über ein neogotisches Holzgehäuse verfügt.

## Gefängnis
Im Hof hinter dem Amtsgericht befindet sich ein ebenfalls geschütztes Gefängnis. Der Ziegelbau ist im gleichen Zeitraum wie das Gerichtsgebäude entstanden und ebenso dreigeschossig mit Walmdach. Auch hier befindet sich ein Risalit in der Mitte der dem Hof zugewandten Seite.